# Élections constituantes de 1946 en Loir-et-Cher
Les élections constituantes françaises de 1946 se tiennent le 2 juin. Ce sont les deuxièmes élections constituantes, après le rejet du projet de Constitution française du 19 avril 1946 lors du référendum du 5 mai.

## Mode de scrutin
L'assemblée constituante est composée de 586 sièges pourvus au scrutin proportionnel plurinominal suivant la règle de la plus forte moyenne dans chaque département, sans panachage ni vote préférentiel.
Dans le département de Loir-et-Cher, quatre députés sont à élire.

## Élus
| Député sortant     | Parti | Parti | Député élu ou réélu | Parti | Parti |
| ------------------ | ----- | ----- | ------------------- | ----- | ----- |
| Bernard Paumier    |       | PCF   | Bernard Paumier     |       | PCF   |
| Robert Mauger      |       | SFIO  | Kléber Loustau      |       | SFIO  |
| Gabriel Chevallier |       | MRP   | André Burlot        |       | MRP   |
| Robert Bruyneel    |       | PRL   | Robert Bruyneel     |       | PRL   |

## Résultats

### Résultats à l'échelle du département
| Parti    | Parti                                          | Tête de liste   | Résultats | Résultats | Sièges |  |
| Parti    | Parti                                          | Tête de liste   | Voix      | %         |        |  |
| -------- | ---------------------------------------------- | --------------- | --------- | --------- | ------ |  |
|          | Parti républicain de la liberté                | Robert Bruyneel | 38 336    | 30,50     | 1      |  |
|          | Parti communiste français                      | Bernard Paumier | 30 488    | 24,32     | 1      |  |
|          | Section française de l'Internationale ouvrière | Kléber Loustau  | 23 921    | 19,13     | 1      |  |
|          | Mouvement républicain populaire                | André Burlot    | 20 909    | 16,68     | 1      |  |
|          | Rassemblement des gauches républicaines        | Robert Le Guyon | 11 686    | 9,36      | -      |  |
|          |                                                |                 |           |           |        |  |
| Inscrits | Inscrits                                       | Inscrits        | 156 100   | 100,00    | 4      |  |
| Votants  | Votants                                        | Votants         | 128 037   | 82,02     |        |  |
| Exprimés | Exprimés                                       | Exprimés        | 125 341   | 97,89     |        |  |